# Brucknerallee 211 (Mönchengladbach)

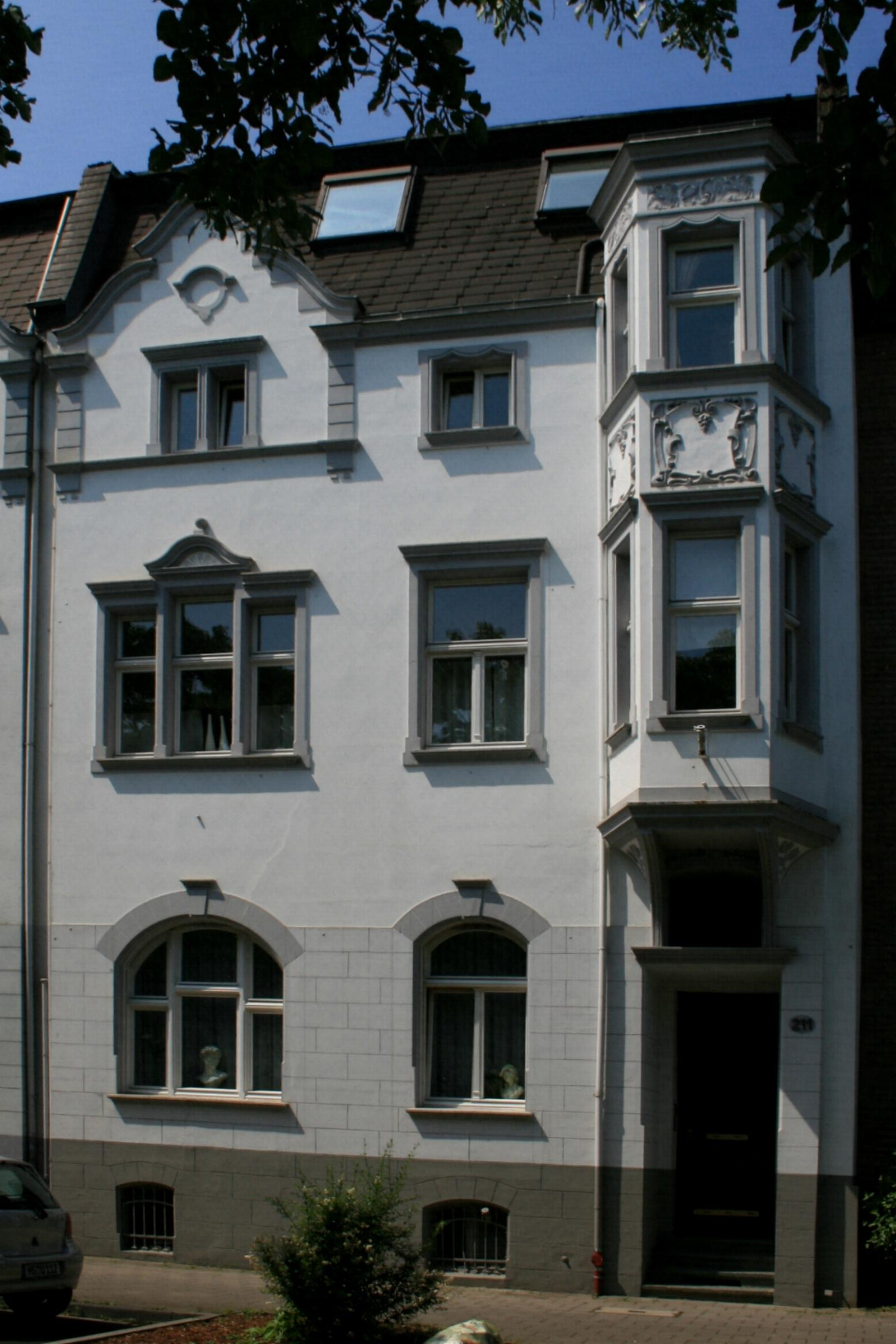
Wohnhaus (2010)

Das Wohnhaus Brucknerallee 211 steht im Stadtteil Grenzlandstadion in Mönchengladbach (Nordrhein-Westfalen).
Das Gebäude wurde 1904 erbaut. Es ist unter Nr. B 105 am 2. März 1989 in die Denkmalliste der Stadt Mönchengladbach eingetragen worden.

## Architektur
Das Haus Brucknerallee 211 ist der rechte Teil eines spiegelbildlich symmetrischen Doppelwohnhauses, das mit Haus Nr. 209 im Jahr 1904 erbaut wurde und auf dieser Seite der Brucknerallee den Abschluss der historischen Wohnhäuser bildet. Das Haus wurde als dreiachsiges, zweieinhalbgeschossiges Gebäude mit straßenseitigem Mansardengeschoss erbaut.